# Jezerane
Jezerane su mjesto u Ličko-senjskoj županiji s oko 311 stanovnika i pripada općini Brinje.

## Stanovništvo
- 2011. – 311[4]
- 2001. – 375
- 1991. – 547 (Hrvati – 530, Srbi – 2, ostali – 15)
- 1981. – 566 (Hrvati – 558, Jugoslaveni – 5, Srbi – 1, ostali – 2)
- 1971. – 811 (Hrvati – 804, Srbi – 4, ostali – 3)

## Kultura
Crkva u Jezeranama sv. Jurja mučenika izgrađena je 1821. i obnovljena 1961. u istoimenoj župi koja je osnovana 1790. godine. Proslava zaštitnika župe Sv. Jurja slavi se u travnju kao i blagdan Imena Marijina na drugu nedjelju u rujnu.

## Gospodarstvo
Sadašnje stanovništvo uglavnom se bavi poljoprivrednom proizvodnjom i stočarstvom te drvnom industrijom (dvije pilane).

## Povijest
Selo Jezerane prvi se put spominje godine 1476., pod imenom Jezerin.

## Poznate osobe
- Janko Vuković Podkapelski – hrv. kontraadmiral
- Ivan Krznarić – hrvatski novinar
- Ljubica Gerovac – partizanka i narodni heroj SFRJ